# Amblyaspis otreus
Amblyaspis otreus är en stekelart som först beskrevs av Walker 1836.  Amblyaspis otreus ingår i släktet Amblyaspis och familjen gallmyggesteklar. Inga underarter finns listade i Catalogue of Life.